# Here for You
Here for You è un singolo del disc jockey e produttore discografico norvegese Kygo, pubblicato il 4 settembre 2015.

## Il brano
La canzone è stata composta da Kygo ed Ella Henderson e ha visto la partecipazione vocale di quest'ultima.

## Video musicale
Il videoclip del brano, diretto da Michael Maxxis, è stato pubblicato il 29 settembre 2015. Il video è stato girato a Palm Springs (California) protagonista è Kygo, che suona il pianoforte ed un gruppo di giovani ragazzi e ragazze che si divertono all'interno di una villa.